# Biblioteca universitaria
La biblioteca universitaria es definida por la American Library Association como “una combinación orgánica de personas, colecciones y edificios cuyo propósito es ayudar a sus usuarios en el proceso de transformar la información en conocimiento”. Asimismo agrega que “la  biblioteca (o sistema de éstas) es establecida, mantenida y administrada por una universidad para cubrir las necesidades de información de sus estudiantes y apoyar sus programas educativos, de investigación y demás servicios”. Los fines de la biblioteca universitaria son, al igual que los de la universidad, principalmente educativos; la formación de los alumnos y el apoyo al desarrollo de la investigación.

## Historia

### La Edad Media
Las bibliotecas universitarias surgen en  la Edad Media  a partir de las escuelas externas que eran parte de los monasterios y que ofrecían formación política y legista a miembros de la nobleza. 
A fines del siglo V, con la expansión de los bárbaros sobre los dominios del Imperio Romano, se produjo la desaparición de las bibliotecas públicas de la ciudad de Roma, declinando, tanto las instituciones educativas no vinculadas a la iglesia como la vida intelectual secular. A fines del siglo V, en Italia, Casiodoro fundó el monasterio de Vivarium, y proyectaba fundar una universidad cristiana en Roma por lo que comenzó a reunir libros para la biblioteca que contendría. La biblioteca de Vivarium se usaba  para traducir y preservar textos de la Biblia.

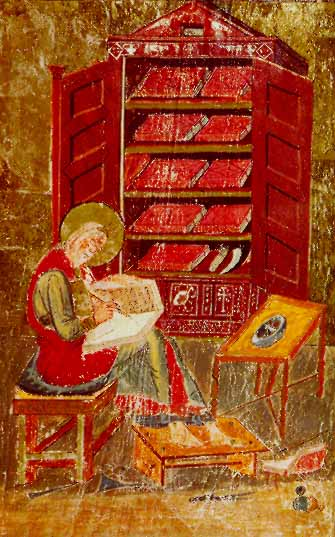
Casiodoro.

Durante la Edad Media, la vida monástica,  dominada por la plegaria, la pureza y la pobreza, fue en detrimento de las bibliotecas.
Más tarde surgieron las órdenes mendicantes llamadas así porque vivían de la caridad, como los dominicos, franciscanos, carmelitas y agustinos, que se transformaron en predicadores y maestros, fomentando la pobreza y la obediencia pero no la ignorancia. Establecieron escuelas en toda Europa y sus espléndidas bibliotecas sirvieron de modelo a las universidades (del latín, entidades corporativas) llenando  el vacío que dejaron los monasterios benedictinos cuando comenzaron a limitar sus actividades educativas restringiéndolas solo a sus miembros.
El coste de los libros era exorbitante. Los mendicantes recibían libros provistos por cada provincia (al menos tres libros de teología)  y los alumnos seculares los alquilaban a libreros y hacían sus propias copias, supervisados pos las autoridades universitarias que reglamentaban aranceles y textos. En Montpellier la facultad de leyes exigía depósitos en oro y plata por el doble del precio de una pecia pero hacían excepciones para los pobres.
Durante los Siglos XIII y XIV se fundaron universidades en toda Europa Occidental otorgando prestigio a las ciudades en las que se fundaban. Se estudiaban las siete artes liberales en las facultades de arte (gramática, retórica, lógica, aritmética, geometría, música y astronomía. Este nuevo tipo de estudio, que se basaba en la lección del maestro, leída de un texto magistral para luego ser razonada por los alumnos favoreció el desarrollo del libro y de las bibliotecas.
La base de los estudios en las primeras universidades eran las artes liberales pero ahora divididos en tres ramas o facultades: teología, derecho y medicina. Los estudiantes deseaban alcanzar una formación práctica que les permitiera ganarse la vida. Esta formación práctica se reflejó en el contenido de sus bibliotecas cuyos libros se consideraban meros instrumentos para la transmisión de conocimientos, para el uso cotidiano y no objetos de veneración como lo habían sido en los monasterios o catedrales. Se hicieron necesarios los catálogos, glosarios y compilaciones. Las necesidades de libros fueron atendidas por los estacionarios y de las pecias corregidas y aprobadas por las autoridades académicas para ser copiados por alumnos profesores y profesionales.
Normalmente no había una biblioteca general sino bibliotecas de facultades o colegios. Contaba con dos secciones, la de consulta, con libros encadenados y otra de préstamos para profesores y alumnos. Se solicitaba una fianza y solo se prestaban ejemplares disponibles en varias copias. El cargo de bibliotecario se confiaba  a un profesor de poca categoría o a algún estudiante. La colección se formaba por donación de particulares,  profesores o exalumnos, por compra con los recursos que generaba la venta de los duplicados y por copias hechas por empleados de la universidad. Fue dividida en dos partes: la Libraria Magna constituida por obras cuyo préstamo estaba prohibido, y de consulta, que generalmente estaba encadenada y la Libraria Parva con libros duplicados, de poco uso y destinados al préstamo.
Cuando las colecciones empezaron a crecer se diseñaron salas especiales para acomodarlas tenido en cuenta la luz natural y la seguridad. Comenzaron a acumular grandes cantidades de libros. Hacia fines del siglo XIII, la Sorbona (París) tenía una de las mejores bibliotecas de Europa debido a la acumulación de grandes cantidades de libros resultados de obsequios y donaciones. En 1290 contenía más de mil manuscritos de trabajos teológicos, filosóficos, libros de ciencia, leyes y medicina.
Las colecciones contenían libros religiosos, sobre lógica, gramática, ciencia y leyes. Producían índices y resúmenes. Si bien la literatura clásica no formaba parte del currículo universitario, los escritores latinos eran leídos por los especialistas y coleccionados en las bibliotecas universitarias, incluyendo a Virgilio, Ovidio y Horacio, también traducciones de las fábulas de Esopo  y de Aviano. Eran frecuentes los libros de historiadores romanos, escritores y cronistas locales, aritmética, astronomía, astrología, medicina (Hipócrates, Galeno, libros judíos y musulmanes traducidos al latín), leyes y comentarios legales, textos devocionales, romances y crónicas en  lenguas vernáculas.
En Italia, donde las universidades poseían grandes bibliotecas, los profesores tenían que aportar sus propios libros. La aparición de la imprenta, a mediados del  Siglo  XV tuvo, en un principio, un impacto limitado sobre las bibliotecas universitarias ya que el papel de la universidad como formadora de administradores para le estado no promovía la investigación hasta que la Reforma Protestante dio lugar a la creación de nuevas casa de estudio en el  Norte de Europa  para capacitar a clérigos y formar médicos, abogados y funcionarios públicos para servir al estado protestante. Las bibliotecas eran administradas por las Facultades de  Filosofía y en ellas se acopiaban objetos y manuscritos. No eran accesibles a los alumnos, estaban abiertas pocas horas por semana y solo prestaban libros a los profesores. Muchas bibliotecas aumentaron sus colecciones cuando se disolvieron los monasterios.
La  Universidad de Oxford, en el siglo XIV ya tenía un estatuto con reglamentos  de horarios, utilización de libros, admisión de lectores, nombramiento de bibliotecario, etc.

## Las universidades en América Latina

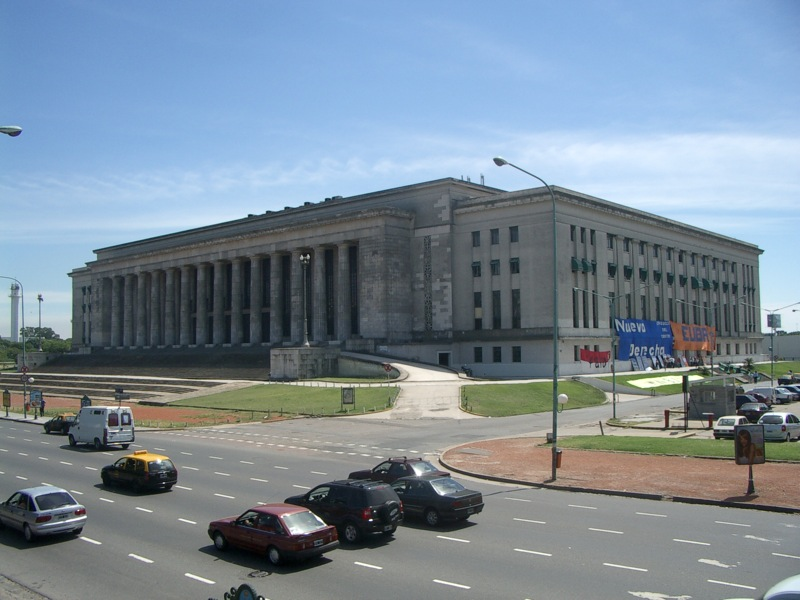
Facultad de Derecho.

En América Latina, durante la época colonial, la educación estuvo en manos de las órdenes religiosas con libros otorgados por el Rey. Por otra parte, los conventos brindaban una enseñanza media superior que preparaban para las carreras universitarias. El acceso a los libros estaba controlado por una rígida censura y una severa fiscalización en los puertos. La Universidad de Buenos Aires se creó por Real Cédula de 1779, sobre la base del antiguo Colegio de San Ignacio, que perteneció a los Jesuitas. También se crearon las de México (1553), Lima(1583), El Cuzco (1598), Córdoba (1613) y Charcas y Chile (1743).
La biblioteca de la Universidad Nacional de Córdoba fue establecida en 1610 por los jesuitas en su Colegio Máximo, base de la Universidad, fue un valioso depósito de obras de ciencia, lugar de consulta y archivo de obras y manuscritos más importantes de esta región con famosos obras históricas, geográficas y científicas de Pastor, Techo, Lozano, Guevara y otros fundadores de la bibliografía americana.
Cuando los jesuitas fueron expulsados los manuscritos más importantes fueron remitidos a Buenos Aires y  después de 1810 sirvieron para la formación de la Biblioteca Nacional creada por orden de la Primera Junta.
En la Argentina, según la Red Interuniversitaria Argentina de Bibliotecas del Consejo Interuniversitario Nacional se estima que hay 332 bibliotecas universitarias dependientes de 50 universidades nacionales.

## Misión
La misión de este tipo de biblioteca es servir de referencia y apoyo a la docencia e investigación. También formar nuevos profesionales, ser una herramienta imprescindible para el desarrollo de la investigación, aportar a la calidad y productividad de sus usuarios el acceso al conocimiento.  De acuerdo con Ario Garza, cada biblioteca cumple, de forma distinta, los propósitos de conservar y transmitir el conocimiento: "La Biblioteca Universitaria está avocada a hacerlo mediante el apoyo que presta a la docencia, la investigación y difusión de la institución a la que pertenece"

## Usuarios
Los usuarios de las bibliotecas universitarias son todos los miembros de la comunidad educativa de la institución (docentes, alumnos, investigadores, empleados, etc.), el público en general u otras instituciones con las cuales la universidad firme convenios. Aunque los servicios son utilizados más a menudo por los alumnos que consultan los documentos, utilizan las salas de lectura o estudio y el préstamo a domicilio. 

## Servicios
Los servicios que brindan las bibliotecas universitarias son parecidos a los que brindan otras bibliotecas, formación de usuarios, consulta en sala, préstamo a domicilio, información bibliográfica, referencial y documental, ya sea mediante la consulta convencional o electrónica.

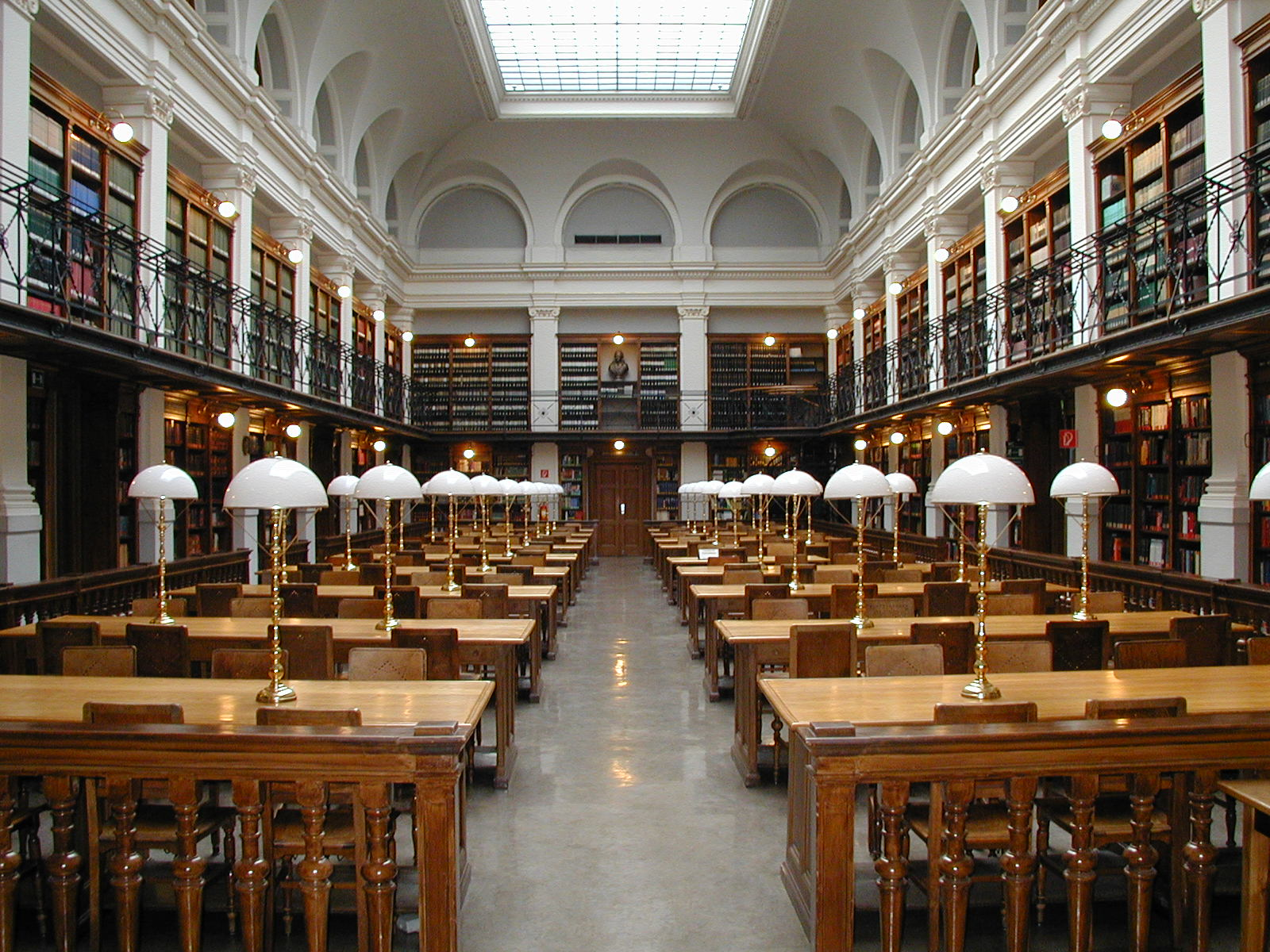
Sala de lectura de la Biblioteca Universitaria de Graz, con lámparas individuales

Generalmente las bibliotecas universitarias facilitan la obtención de documentos originales por medio de préstamos interbibliotecarios, mantienen un horario de servicio que cubra todo el período diurno y cuentan con espacios diferenciados en salas para lectura, investigación y consulta informática.

## Colecciones
Las colecciones de las bibliotecas universitarias deben ser especializadas y basarse en distintas ramas del conocimiento. Este tipo de colección contiene desde obras homogéneas e introductorias para apoyar los primeros años de estudio, como monografías especializadas y publicaciones periódicas actualizadas continuamente, en distintos formatos.
La colección debe ser de libre acceso para los usuarios bajo una clasificación temática, siempre que no se trate de un fondo antiguo o materiales que necesiten condiciones especiales de preservación.
Todo fondo es susceptible de préstamo, exceptuando manuscritos,incunables y obras de singular valor, obras de referencia en general, con escaso número de ejemplares, aquellas que ya no están disponibles en el mercado, etc.
Las Normas REBIUN recomiendan mantener una colección básica de 50.000 volúmenes, 5000 volúmenes de nueva titulación y 1000 volúmenes cada nuevo programa de doctorado con un incremento de 1 volumen por alumno, 10 volúmenes por programa de doctorado.
El volumen de incremento anual se ha calculado atendiendo a la media de números de usuarios de las bibliotecas universitarias españolas. Se deberán aplicar, por lo tanto, índices correctores de alza o baja en aquellas bibliotecas universitarias cuyo número de usuarios sea sensiblemente inferior o superior respectivamente a dicha media, con el fin de ajustar el incremento al volumen de usuarios (métodos cuantitativos).
Se recomienda la aplicación de los métodos de evaluación de las colecciones utilizando los indicadores propuestos en el documento de trabajo publicado por la Dirección General XIII de las Comunidades Europeas.
Además se debe evaluar la colección considerando métodos cualitativos como el  contraste de bibliografías, opinión de expertos, comparaciones entre fondos bibliográficos de bibliotecas con características semejantes, análisis de uso: consultas en sala, préstamo, préstamo interbibliotecario, etc.

## Gestión bibliotecaria de calidad
Se entiende por Gestión Bibliotecaria al conjunto de funciones, tareas y técnicas integradas, que hacen que la biblioteca alcance la eficacia y la eficiencia en sus fines, especialmente en la satisfacción de los usuarios. Desde hace pocos años atrás, las bibliotecas universitarias han comenzado a tener en cuenta el concepto de calidad en la gestión bibliotecaria, con la consiguiente implementación de diferentes procesos de evaluación a todos los servicios que las mismas prestan. Se entiende que los servicios tienen especial tratamiento y atención, por su dimensión horizontal e impacto sobre la totalidad de la comunidad universitaria.
En la Declaración Mundial sobre la Educación  Superior en el siglo XXI, la UNESCO señala que la calidad de la enseñanza superior es un concepto pluridimensional y que debe comprender todas sus funciones y actividades, enseñanza y programas académicos, investigación y becas, personal y estudiantes, edificios, instalaciones, equipamiento, y servicios a la comunidad y al mundo universitario.  Resulta necesario entonces que la autoevaluación de las unidades de información sea tanto interna como externa, realizada por expertos independientes con la participación de los integrantes de las bibliotecas, y utilizar normas de calidad comparativas y reconocidas internacionalmente. El objetivo principal de la gestión bibliotecaria debe ser el cumplimiento de la misión de la institución que la alberga, respaldando las tareas de enseñanza, formación, e investigación.
Existen varios instrumentos disponibles para realizar el proceso de evaluación de los servicios bibliotecarios, las de uso más generalizado son las Normas Internacionales ISO (International Organization for Standardization), la normativa IRAM (Instituto Argentino de Normalización y Certificación), ambas de alcance internacional. 
Quizá las normas de uso más extendido que se aplican en bibliotecas y servicios de información sean las normas ISO 9000 que surgieron a principios de los años 90 y cuentan con una nueva versión del año 2000. Esta familia de normas es aplicable a todos los sectores, públicos y privados. 
Las normas ISO son las siguientes:
- ISO 9000 (2000): Fundamentos y vocabulario: describe los fundamentos de los sistemas de gestión de calidad y especifica la terminología para ello.
- ISO 9001 (2000): Sistemas de gestión de la calidad. Requisitos. Especifica los requisitos para los sistemas de gestión de calidad aplicables a toda organización que necesite demostrar su capacidad para proporcionar productos y servicios
- ISO 9004 (2000): Directrices para la mejora del desempeño. Proporciona directrices para aumentar la eficacia y la eficiencia.

La implantación de la norma exigirá entre otros: el establecimiento de una política de calidad, la realización de un manual de calidad, un manual de procedimientos y el desarrollo de instrucciones técnicas y registros de calidad.
Dentro de los modelos de excelencia, se puede señalar el Modelo Europeo de Excelencia de la EFQM (European Foundation Quality Management). Este modelo es un protocolo creado por la Fundación Europea para la Gestión de Calidad para la evaluación de servicios de todo tipo de organizaciones, tanto públicas y privadas, y ha sido aplicada en la mayoría de las bibliotecas universitarias españolas.
Teniendo en cuenta que no todas las bibliotecas universitarias son iguales, y que los instrumentos disponibles para evaluar los servicios se ajustan con dificultad a las especiales características de cada unidad, existe una tendencia a adaptar estándares de calidad para que resulten aplicables. Tal es el caso de la Biblioteca Central de la Universidad de Mar del Plata, que consideró apropiada la norma ISO, específicamente la ISO 11620. 

### Evaluación
La evaluación es un medio para conseguir mejoras, es un proceso constructivo que permite obtener información fiable para la toma de decisiones, no un fin en sí mismo. Un sistema de calidad que cuente con recursos suficientes y con la motivación del personal supondrá enormes ventajas para la biblioteca, como por ejemplo: la mejora de la imagen de la biblioteca y de las relaciones con los usuarios, visibilidad de la biblioteca y buen posicionamiento, la mejora de la comunicación interna y de la integración de los recursos humanos,  la reducción de fallos, quejas y supresión de la no-calidad. El objetivo principal de la evaluación de la calidad es mejorar la biblioteca en todos sus aspectos, o algún servicio en particular, productos o procesos. Además, identificar los aspectos que funcionan en forma correcta, los cuales es necesario mantener o mejorar.
Los estándares de calidad estimulan el uso de indicadores de calidad en las bibliotecas, y difunden la información necesaria para que la misma esté en condiciones de comenzar el proceso de evaluación de sus servicios.
El protocolo es quien especifica los requerimientos que tiene que tener un indicador de calidad, y establece un conjunto de ellos, agrupados por áreas o servicios de la biblioteca. Ejemplos de indicadores posibles son: satisfacción al usuario, provisión de documentos, préstamos de documentos, préstamo interbibliotecario, información bibliográfica, búsqueda en el catálogo, instalaciones, procesos técnicos, entre otros.
En cuanto a las etapas del proceso de evaluación, una vez formulados los estándares de valoración, es decir los referentes con los que se va a comparar la biblioteca, se procede a la recolección de datos sobre la situación actual de la misma a través de métodos cualitativos y cuantitativos. Luego se procesa la información, contrastándola con los parámetros establecidos previamente  (indicadores). En la última fase, se procede a valorar los datos obtenidos en la medición, tratando de reducir al máximo el componente subjetivo que supone esta tarea. A partir de esta evaluación, se actuará o no en consecuencia, adoptando las mediadas correctivas correspondientes.

## Situación actual de las bibliotecas universitarias
Las bibliotecas universitarias, al igual que todas las organizaciones, se encuentra inmersa en un cambio paradigmático en el modelo de gestión, debido a la irrupción de  las tecnologías de la información y de la comunicación. Esto ha llevado a poner en práctica nuevas formas procesar y de difundir la información. Otros de los motivos que generan nuevos métodos y estilos de trabajo son los cambios producidos en la educación superior, que generaron nuevas formas de enseñanza y aprendizaje. 
En la actualidad, las universidades incorporan en su quehacer nuevos conceptos como costos, calidad, mercadeo, planeamiento estratégico, evaluación, gestión; con el fin de dar cumplimiento a su misión como unidad de apoyo a la universidad madre. La función actual de las bibliotecas universitarias, y su rol futuro, “se encuentra condicionado por el desarrollo de la sociedad de la información en medio de una economía globalizada, donde las tecnologías de la información y comunicación poseen un papel determinante; aparecen novedosos sistemas de comunicación, generación y transmisión de la información; se masifica el acceso a la información y se crean nuevos soportes y medios de comunicación”. Como consecuencia de ello, se han desarrollado fuertemente las bibliotecas digitales, modificándose la prestación de servicios, dándole mayor importancia a la relación con el usuario; la atención tiende a ser más personalizada.
Uno de los modelos actuales de biblioteca universitaria, y de los servicios que allí se prestan, es concebirla como un centro de recursos para el aprendizaje y la investigación. Este modelo se encuentra en pleno desarrollo en países avanzados como Estados Unidos, Reino Unido, Holanda, donde sus usuarios pueden recibir diversos servicios bibliotecarios de manera integrada. Para ello la biblioteca debe convertirse en el centro de toda la actividad universitaria, de manera activa; modificando y automatizando todas sus actividades y procesos internos, crear recursos virtuales, hacerlos accesibles a los usuarios, poner en práctica programas de alfabetización  informacional para sus usuarios, desarrollar programas de cooperación inter-bibliotecaria.
El manejo de herramientas para la búsqueda y posterior empleo de la información, es en la actualidad un desafío para toda la comunidad educativa, especialmente para los alumnos, que se enfrentan a nuevos modelos de aprendizaje como la educación en línea. Los bibliotecarios tienen una gran responsabilidad en poseer habilidades y competencias actualizadas, que puedan trasladar a sus respectivas unidades y mantenerlas competentes tal cual lo exige la cambiante sociedad del conocimiento.